# Секвенция (музыка)
Секве́нция (позднелат. sequentia «последовательность») в технике музыкальной композиции — последовательное повторение мелодической фразы или гармонического оборота на другой высоте. Полное проведение секвенцируемого оборота именуется звеном.

## Критерии систематики
Секвенции систематизируют
- по типу секвенцируемого оборота — мелодические, гармонические, мелодико-гармонические;
- по количеству звеньев (двухзвенная, трёхзвенная секвенции и т. д.);
- по направлению высотного смещения — восходящие и нисходящие; восходящая секвенция типично применяется для нагнетания эмоциональной напряжённости — например, перед кульминацией; нисходящая секвенция чаще применяется для создания эффекта «ухода», «истаивания» музыки;
- по шагу (интервалу) смещения (может быть постоянный: например, на целый тон — либо непостоянный, то есть на разные интервалы);
- по степени точности при повторе — точные и неточные; точную секвенцию иначе называют транспонирующей;
- по интервальному роду — диатонические и хроматические[4];
- по качеству замкнутости в тональном ладу — немодулирующие (иначе называемые однотональными) и модулирующие.

Пример гармонической секвенции (трёхзвенной, точной, хроматической, нисходящей, квартовой):

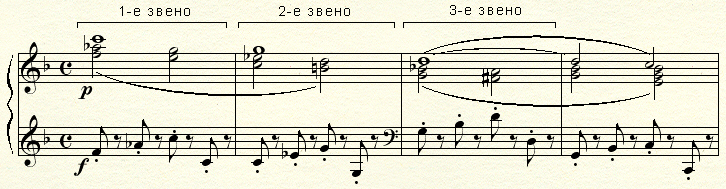
Глинка. Руслан и Людмила: Марш Черномора

## Этоссеквенции
Секвенция создаёт в восприятии эффект динамического обновления музыки, способствует важнейшему процессу гармонии — развёртыванию лада во времени. Однако чрезмерное количество звеньев (особенно в точной) секвенции создаёт прямо противоположный эффект механического повторения, ассоциируется с бедностью воображения, неизобретательностью композитора. Многозвенные диатонические секвенции обильно применяются в популярной и эстрадной музыке. В европейской музыкальной литературе такие банальные секвенции получили название «Розалия» (по названию итальянской популярной песенки «Rosalia, mia cara») или «сапожная заплатка» (нем. Schusterfleck):

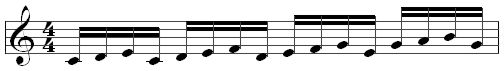

Банальной считается и так называемая золотая секвенция, в которой выдерживается равномерная кварто-квинтовая последовательность аккордов, в то время как в мелодии обычно наблюдается диатоническая секвенция с небольшим варьированием, например, (в тональности a-moll, указаны основные формы аккордов): A7, Dm, G7, C, F, Hm7-5, E7, Am.

## Исторический очерк
Мелодические секвенции изредка отмечаются уже в одноголосии григорианского хорала: например, трёхзвенная секвенция в большом респонсории утрени Великого Четверга «Una hora» на слове «Judaeis»:

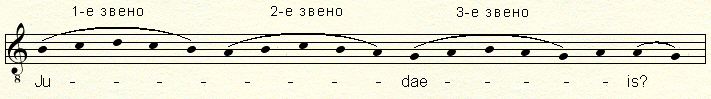

Примеры секвенций встречаются в раннем и развитом многоголосии Средних веков и Возрождении: в органумах школы Нотр-Дам, в итальянской (и реже во французской) музыке Ars nova, в мотетах и мессах композиторов нидерландской школы (у Бюнуа, Обрехта, Жоскена и др.):

Антуан Бюнуа. Мотет «In hydraulis» (1467). Квадратными скобками показаны звенья секвенции

С развитием (начиная с XVI в.) инструментальной музыки и внедрением генерал-баса значение секвенции постепенно возрастало. Апогей популярности секвенции пришёлся на эпоху барокко, когда она стала излюбленным приёмом развития музыкальной композиции, особенно у Вивальди и Генделя. Секвенции встречаются у венских классиков, у романтиков (особенно ярко у Р. Вагнера и П. Чайковского). Композиторы-новаторы XX века, выступавшие против банальности романтической музыки (например, С. С. Прокофьев и И. Ф. Стравинский), намеренно избегали секвенцирования.